# Peter Jungwirth
Peter Jungwirth (* 29. September 1987 in Stuttgart) ist ein deutscher Handballspieler. Seine Körpergröße beträgt 1,80 m.
Seine Karriere begann Jungwirth als „Mini“ (jüngste Altersgruppe, unter 8 Jahren) beim TV Kornwestheim. 2002/03 wurde er mit der B-Jugend des TV Kornwestheim Deutscher Meister. Über die Zweitligisten TV Kornwestheim und HBR Ludwigsburg kam der Linkshänder 2007 zum Bundesligisten SC Magdeburg, wo er sowohl bei der Erstligamannschaft, als auch der Zweitligamannschaft zum Einsatz kam. In 28 Erstligaspielen erzielte er dabei elf Tore.
2008 wurde er von der HSG Wetzlar verpflichtet. Sein Vertrag wurde im Januar 2010 bis Juni 2012 verlängert. Ab Sommer 2012 lief er für den TV Bittenfeld auf. Im Sommer 2014 kehrte er nach Kornwestheim zurück, wo er 2023 seine Profikarriere beendete. Daraufhin wurde er in die Hall of Fame in der Halle Ost aufgenommen.
Für die deutsche Junioren-Nationalmannschaft bestritt Jungwirth 18 Länderspiele. Mit der Mannschaft wurde er 2007 Vize-Weltmeister.
Jungwirth spielt auf der Position Rechtsaußen.